# Scott Emr
Scott D. Emr (né le 8 février 1954) est un biologiste cellulaire américain et le fondateur et actuel directeur du Weill Institute for Cell and Molecular Biology de l'Université Cornell, où il est également professeur Frank H. T. Rhodes de la classe de 1956 au Département de biologie moléculaire et de génétique.

## Jeunesse et éducation
Emr est né à Jersey City et grandit à Fort Lee, dans le New Jersey. Son père est directeur d’une entreprise manufacturière.
Le documentaire des années 1960, L'Odyssée sous-marine de l'équipe Cousteau l'incite à choisir une université avec un solide programme d'océanographie, commençant en 1972 à l'Université du Rhode Island en tant que spécialiste en biologie. Il s'intéresse à la génétique au cours de ses années de premier cycle. Il commence son doctorat en 1976 au Département de microbiologie et de génétique moléculaire de l'Université Harvard, travaillant sous la direction de Thomas Silhavy et Jonathan Beckwith (en) et obtenant son diplôme en 1981.  

## Carrière
Emr commence sa carrière à l'Université de Californie à Berkeley en tant que Miller Institute Fellow et chercheur postdoctoral dans le groupe de Randy Schekman. Il rejoint le California Institute of Technology en 1983, devenant assistant, puis professeur associé, à la Division de biologie. 
George Emil Palade recrute Emr à l'Université de Californie à San Diego en 1991, où il reste en tant que professeur distingué au Département de médecine cellulaire et moléculaire et, en même temps, chercheur au Howard Hughes Medical Institute. Il part pour l'Université Cornell en 2007 lorsqu'il est nommé directeur fondateur de l'Institut de biologie cellulaire et moléculaire (rebaptisé plus tard Institut Weill de biologie cellulaire et moléculaire après un don de Joan et Sandy Weill) et professeur Frank H. T. Rhodes de la classe de 1956 au Département de biologie moléculaire et de génétique.
Sur le plan académique, Emr siège aux comités de rédaction de plusieurs revues scientifiques, dont (en 2021) mBio, Journal of Cell Biology, Trends in Cell Biology, et Current Opinion in Cell Biology.

## Recherchess
Les recherches d’Emr portent sur la régulation des voies de trafic des vésicules membranaires. L'étude menée par son laboratoire sur les complexes ESCRT (complexes de tri endosomal nécessaires au transport) lui vaut un prix Shaw en sciences de la vie et en médecine. Les ESCRT sont nécessaires à la dégradation des protéines membranaires au niveau du lysosome, une étape tardive de la cytokinèse, ainsi qu'au bourgeonnement et à la libération du virus de l'immunodéficience humaine (VIH),,.
Ses autres recherches portent sur la signalisation lipidique (en particulier un groupe de lipides connus sous le nom de phosphates de phosphatidylinositol), le transport des protéines dans les cellules par les vésicules et le rôle de l'arrestine et de l'ubiquitylation dans la dégradation des protéines membranaires,.

## Honneurs et récompenses
- Membre de la Société américaine de microbiologie (1998)
- Membre de l'Association américaine pour l'avancement des sciences (1999)[15]
- Membre de l'Académie américaine des arts et des sciences (2004)[16]
- Membre de l'Académie nationale des sciences (2007)[17],[18]
- Prix Avanti en lipides, Société américaine de biochimie et de biologie moléculaire (2007)[19]
- Membre associé de l'Organisation européenne de biologie moléculaire (2008)[20],[21]
- Médaille van Deenen, Institut des biomembranes, Université d'Utrecht (2014)[22]
- Conférence Keith R. Porter, Société américaine de biologie cellulaire (2017)[23]
- Membre de l'American Society for Cell Biology (2017)[24]
- Prix Shaw en sciences de la vie et médecine (2021)[25]
- Prix Louisa-Gross-Horwitz (2024)